# X-gal
Le X-gal, ou 5-bromo-4-chloro-3-indolyl-beta-D-galactopyranoside (C14H15BrClNO6), est un galactoside, un hétéroside du galactose, lié à un noyau indole substitué. Ce composé incolore peut être hydrolysé par la β-galactosidase, ce qui libère la partie indolique qui forme ensuite par oxydation un composé bleu, insoluble dans l'eau, qui précipite au site de la réaction. C'est donc ce qu'on appelle un substrat chromogénique de la β-galactosidase (qui produit une coloration lors de la réaction).
Ceci rend son utilisation possible directement dans boîtes de Petri  et permet ainsi de détecter la présence de colonies bactériennes produisant cette enzyme par leur coloration bleue. La précipitation du colorant produit évite sa diffusion dans la gélose de la boîte et permet que la coloration obtenue reste "fixée" au site de la réaction. Ceci diffère de l'ortho-nitrophenyl-β-galactoside, un autre substrat chromogénique de la β-galactosidase, qui lui libère un colorant jaune soluble et donc diffusible, qui n'est pas utilisable dans les boîtes de Petri mais permet en revanche la mesure de l'activité enzymatique de la β-galactosidase en solution.

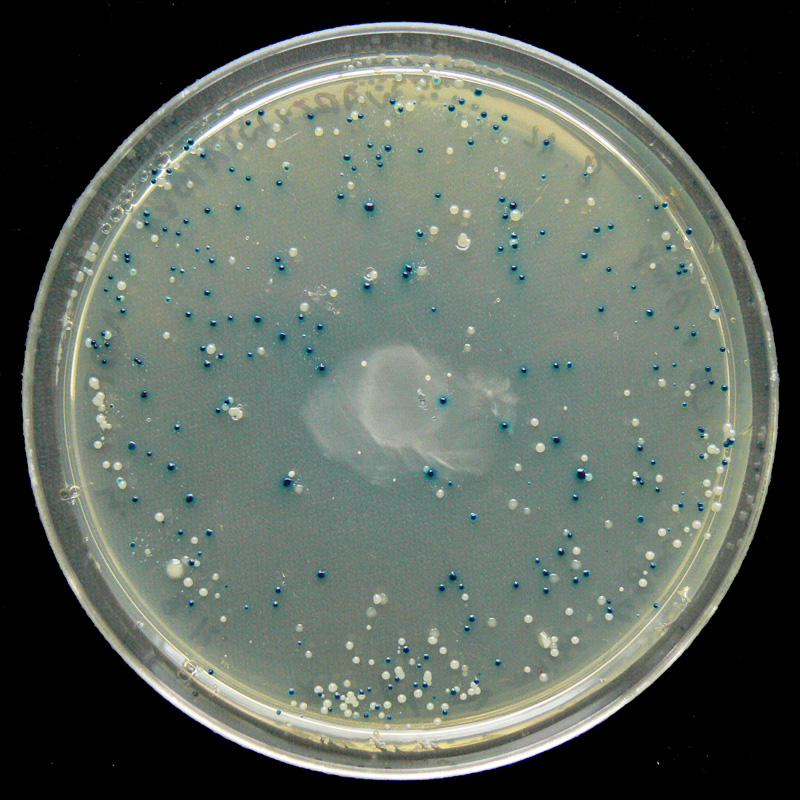
test d'activité β-galactosidase dans des colonies bactériennes avec du X-gal. Les colonies bleues ont métabolisé le X-gal et sont donc positives